# Monti della Meta
Monti della Meta je menší pohoří ve střední Itálii, na hranicích regionů Abruzzo, Lazio a Molise. Je součástí západní části Abruzských Apenin. Nejvyšší horou pohoří je Monte Petroso (2 249 m). Monte della Meta je pojmenována podle jednoho z dalších vrcholů pohoří Monte Mety (2 241 m). Pohoří leží v jihovýchodní části Národního parku Abruzzo, Lazio, Molise.